# Бжезіни (Келецький повіт)
Бжезіни (пол. Brzeziny) — село в Польщі, у гміні Моравиця Келецького повіту Свентокшиського воєводства.
Населення — 2241 особа (2011).
У 1975-1998 роках село належало до Келецького воєводства.

## Демографія
Демографічна структура на день 31 березня 2011 року:
|          | Загалом | Допрацездатний вік | Працездатний вік | Постпрацездатний вік |
| -------- | ------- | ------------------ | ---------------- | -------------------- |
| Чоловіки | 1092    | 257                | 763              | 72                   |
| Жінки    | 1149    | 262                | 706              | 181                  |
| Разом    | 2241    | 519                | 1469             | 253                  |